# 松本検定
松本検定（まつもとけんてい）は、長野県の松本検定実行委員会がかつて実施していたご当地検定である。
なお、合格者は松本市の博物館や美術館の入館料が平成21年分まで無料になっていた（減免特典施設を参照）。

## 受験について
コース
ジュニアコース（45分 50問）、基本コース（90分 100問）、上級コース（90分 100問）
受験資格
なし
出題内容
自然、神社・仏閣、文化・伝統、歴史など
回答方式・合格基準
四者択一式
受験料
一般　3,150円
中学生以下　1,500円
合格率
ジュニアコース60.9%、基本コース54.2%、上級コース5.5%（2008年）
会場
長野県松本勤労者福祉センター、松本大学

## 減免特典施設
- 松本城本丸庭園
- 松本市美術館
- 松本市立博物館
- 旧制松本高校記念館
- 松本市旧司祭館
- 松本市時計博物館
- 松本市立考古博物館
- 窪田空穂記念館
- 松本市はかり資料館
- 旧山辺学校歴史民俗資料館
- 馬場家住宅
- 松本市歴史の里
- 松本市四賀化石館
- 松本民芸館
- 松本市山と自然博物館
- 松本市奈川歴史民俗資料館
- 松本市安曇資料館
- 松本市梓川アカデミア館

## 使用されていたテキスト
- 松本検定公式テキスト 松本を楽しむ本（1,200円、税込）

| スタブアイコン | サブスタブ | この項目は、まだ閲覧者の調べものの参照としては役立たない、長野県に関連した書きかけの項目です。この項目を加筆・訂正などしてくださる協力者を求めています（P:日本の都道府県/長野県）。 |